# Agamemnon (Sénèque)
Pour les articles homonymes, voir Agamemnon (homonymie).
Agamemnon est l’une des dix tragédies conservées de l'auteur romain Sénèque. Appartenant au genre de la fabula cothurnata, elle a été écrite probablement en 53.

## Thème

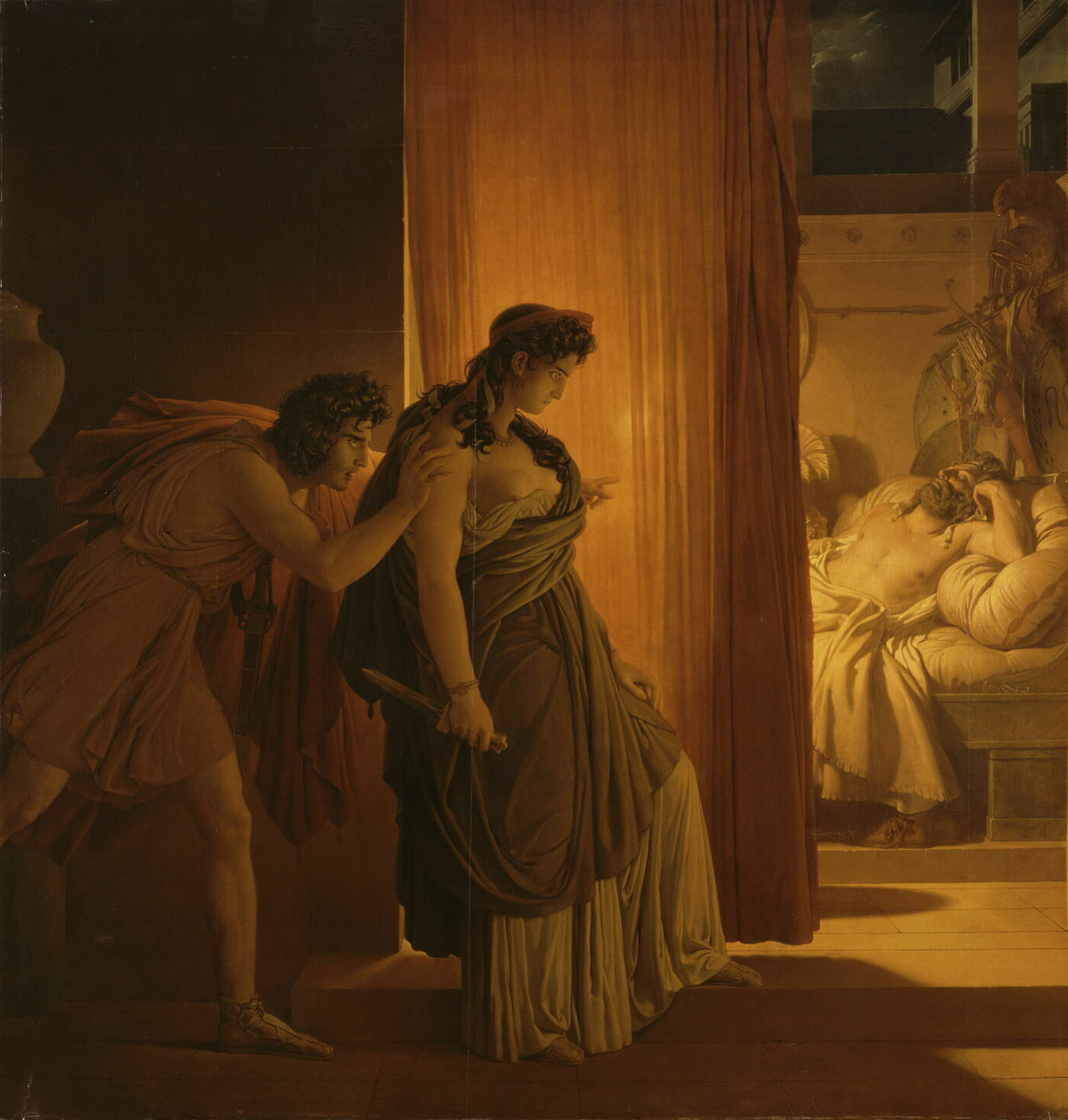
Clytemnestre hésitant avant de frapper Agamemnon endormi, huile sur toile de Guérin, 1817.

Agamemnon est basée sur le modèle de l’Orestie d’Eschyle. Les protagonistes grecs de la guerre de Troie rentrent chez eux, poursuivis par leur destin. L’ombre de Thyeste, poussée par le désir de la vengeance, vient exciter son fils Égisthe au meurtre d'Agamemnon. De retour dans son palais, le vainqueur de Troie, enveloppé dans un vêtement d'où il ne peut s'échapper, est mis à mort par Égisthe, secondé de Clytemnestre qu'il avait séduite en l'absence de son époux. La maîtresse d'Agamemnon, Cassandre, est ensuite arrachée des autels et égorgée. Électre est jetée en prison pour avoir contribué à l'exil de son frère Oreste.

## Structure
Dans la « Collection Panckoucke » publiée sous la direction de E. Greslou , la pièce est analysée comme suit :
- Acte I : vv. 1-107
- Acte II : vv. 108-391
- Acte III : vv. 392-781
- Acte IV : vv. 782-866
- Acte V : vv. 867-1012

Mais les tragédies avaient une autre structure pour le spectateur dans l’Antiquité. Les 1 012 vers s’analyseront mieux ainsi :
- Prologue parlé : vv. 1-56 (le fantôme de Thyeste)
- Chant du chœur I : vv. 57-107 (Le chœur des Mycéniennes)
- Épisode I parlé : vv. 108-225 (Clytemnestre, La nourrice), 226-309 (Égisthe, Clytemnestre, La nourrice)
- Chant du chœur II : vv. 310-391(Le chœur des Mycéniennes)
- Épisode II parlé : vv. 392-588 (Eurybate, Clytemnestre)
- Chant du chœur III : vv. 589-781 (Le chœur des Troyennes, Cassandre)
- Épisode III parlé : vv. 782-807 (Agamemnon, Cassandre)
- Chant du chœur IV : vv. 808-866 (Le chœur des Mycéniennes)
- Épisode IV parlé : vv. 867-909 (Cassandre), 910-952 (Électre, Strophios, Oreste, Pylade, Cassandre), 953-1012 (Clytemnestre, Électre, Égisthe, Cassandre)

## Résumé
(Prologue) Thyeste, dévorateur de ses fils et violeur de sa fille, vient exhorter au crime son fils Égisthe, et prophétise l’assassinat d’Agamemnon.
(Chant du chœur I) Comme la Fortune inconstante a tout pouvoir, y compris celui d’abattre les tyrans en un jour, les Mycéniennes font l’éloge d’une vie obscure et médiocre.
(Épisode I) Devant le retour imminent d’Agamemnon, les personnages délibèrent : quelle voie choisir ? Alors que Clytemnestre, en confiant à sa nourrice son irritation contre son époux mais aussi la crainte du remords si elle approuvait le projet d’Égisthe, semble vouloir réintégrer son rôle d’épouse ; mais dans les derniers vers de l’épisode, à l’instigation d’Égisthe, elle change de résolution et se dit prête à assumer sa faute quoi qu’il advienne.
(Chant du chœur II) Le chœur célèbre Apollon, Junon, Athéna, Diane et Jupiter.
(Épisode II) Le messager Eurybate annonce l’arrivée prochaine du roi, et raconte les naufrages subis par l’armée grecque pendant la traversée du retour.
(Chant du chœur III) Les Troyennes accompagnent l’entrée de Cassandre et évoquent l’horreur de la nuit au cours de laquelle Troie fut prise et détruite.
(Épisode III) Cassandre, en proie à la fureur prophétique, décrit sa vision du meurtre imminent d’Agamemnon, qu’elle présente comme une vengeance, le triomphe de Dardanos, fondateur de Troie, sur Tantale, l’ancêtre des Atrides. L’arrivée du roi met en lumière l’opposition des deux personnages : là où il voit paix et triomphe, Cassandre répond mort et défaite. Il cherche à l’encourager et à la consoler, puis entre seul dans le palais.
(Chant du chœur IV) Le chœur célèbre Hercule, héros de l’Argolide.
(Épisode IV) Cassandre raconte le meurtre d’Agamemnon, immobilisé dans le vêtement que, lors d’un banquet, sa femme lui a donné à revêtir, puis frappé par elle avec une double hache. Craignant pour la vie de son frère, Électre se précipite hors du palais et confie Oreste au roi ami Strophios, qu’il place aussitôt sur son char aux côtés de Pylade, en quittant les lieux rapidement. Quand Clytemnestre sort du palais, à la recherche d’Oreste, Électre défie sa mère ; Égisthe apparaît à son tour et la condamne à l’emprisonnement. Clytemnestre réclame alors l’exécution de Cassandre qui se déclare prête à mourir et annonce, pour la famille des Atrides, le retour très prochain de la folie destructrice.

## Personnages
Le chœur est le plus souvent composé de femmes d’Argos ou de Mycènes (cantica I, II et IV). Mais c’est à un moment un chœur de Troyennes (canticum III).
Les personnages parlants de la tragédie sont : 
- Agamemnon
- Électre, sa fille
- Clytemnestre, sa femme
- La Nourrice (de sa femme)
- Égisthe, son cousin
- L’ombre de Thyeste, père d’Égisthe
- Cassandre, fille de Priam, sa maîtresse
- Strophios, roi de Phocide, son ami
- Eurybate, messager

Les personnages muets de la pièce sont Oreste (son fils), Pylade (fils de Strophios) et divers esclaves.

## Postérité
La tragédie de Sénèque fut imitée par plusieurs auteurs : James Thomson, Vittorio Alfieri, Népomucène, Lemercier, Roland Brisset, Claude Boyer, Saint-Lambert (l'orage), André Chénier et Roland Brisset.

## Sources
- Léon Herrmann, Le Théâtre de Sénèque, t. I, Société d'édition "Les Belles lettres", 1924.
- Alessandro Schiesaro, « Seneca's Agamemnon: the Entropy of Tragedy », Pallas, n° 95, 2014, pp. 179-191 ; http://pallas.revues.org/1726.
- R. J. Tarrant, Seneca: Agamemnon, Cambridge University Press, 2004 (1re éd. : 1976).
- CRDP de l’Académie de Paris, Pièce (dé)montée, no 130, mai 2011, 29 pages ; http://crdp.ac-paris.fr/piece-demontee/pdf/agamemnon_total.pdf.